# 川合达夫
川合達夫（日语：／ Kawai Tatsuo，1973年5月2日—），日本男子摔跤运动员。他曾代表日本参加亚洲摔跤锦标赛，获得一枚银牌和二枚铜牌。他也曾参加1996年和2000年夏季奥林匹克运动会。